# Kőtelep
Kőtelep (1899-ig Kruzslyó, szlovákul: Kružlov) község Szlovákiában, az Eperjesi kerület Bártfai járásában.

## Fekvése
Bártfától 24 km-re nyugatra, a Szlatvinc patak partján, annak a Tapolyba torkollásánál fekszik.

## Története
1460-ban említik először.
A 18. század végén Vályi András így ír róla: „KRUSLOVA. Orosz falu Sáros Várm. földes ura G. Áspremont Uraság, lakosai többen ó hitűek, fekszik Duplinnak szomszédságában, és annak filiája, határjának egy nyomása sovány, fája nints a’ határjában.”
Fényes Elek 1851-ben kiadott geográfiai szótárában így ír a faluról: „Kruszló, Sáros v. orosz falu, a makoviczi urad., Doplin fil., 4 romai, 428 g. kath., 5 zsidó lak. Görög anyaszentegyház.”
A trianoni diktátum előtt Sáros vármegye Bártfai járásához tartozott.

## Népessége
| Év:            | 1994. | 2004.   | 2014.   | 2024.   |
| -------------- | ----- | ------- | ------- | ------- |
| Emberek száma: | 1011  | 1006    | 1041    | 981     |
| Eltérés:       |       | -0,49 % | +3,47 % | -5,76 % |

| Év:            | 2023. | 2024.   |
| -------------- | ----- | ------- |
| Emberek száma: | 991   | 981     |
| Eltérés:       |       | -1,00 % |

1910-ben 550, többségben ruszin lakosa volt, jelentős szlovák kisebbséggel.
2001-ben 982 lakosából 922 szlovák, 33 ruszin és 10 ukrán volt.
2011-ben 980 lakosából 828 szlovák és 93 ruszin.

## Nevezetességei
- A Segítő Szűzanya tiszteletére szentelt görögkatolikus temploma 1822-ben épült.